# Polina Semionova
Polina Semionova (rus. Полина Семионова; Moskva, 13. rujna 1984.) je ruska balerina. 
Bivša je učenica škole kazališta Boljšoj. Nakon završetka škole 2002. godine, u dobi od 18 godina postaje članicom trupe Staatsballett Berlin. Svoj izvanredni talent predstavila je na nekoliko natjecanja u Rusiji i na međunarodnim natjecanjima. Najveći ugled i priznanje stekla je nakon što se preselila u Japan. Popularnost je stekla i s nastupom u glazbenom videu Herberta Grönemeyera - Demo (Letzter Tag). 
Od rujna 2012. godine članica je trupe American Ballet Theatre.

## Vanjske poveznice
- Životopis Poline Semionove na stranicama ABT-a  (engl.)